# Trebladssläktet
För den heraldiska betydelsen av Treblad, se: Treklöver
Treblad (Trillium) är ett växtsläkte i familjen nysrotsväxter med 42 arter i Nordamerika och Asien. Flera arter odlas som trädgårdsväxter i Sverige.
Fleråriga örter med underjordisk jordstam. Bladen är tre och sitter i toppen på en kort stjälk, de kan vara gröna eller marmorerade, skaftade eller oskaftade. Blommorna är toppställda, ensamma med tre foderblad och tre kronblad. Kronbladen kan vara röda, purpur, rosa vita, gula eller gröna. Frukten är en kapsel eller ett bär.

## Bildgalleri

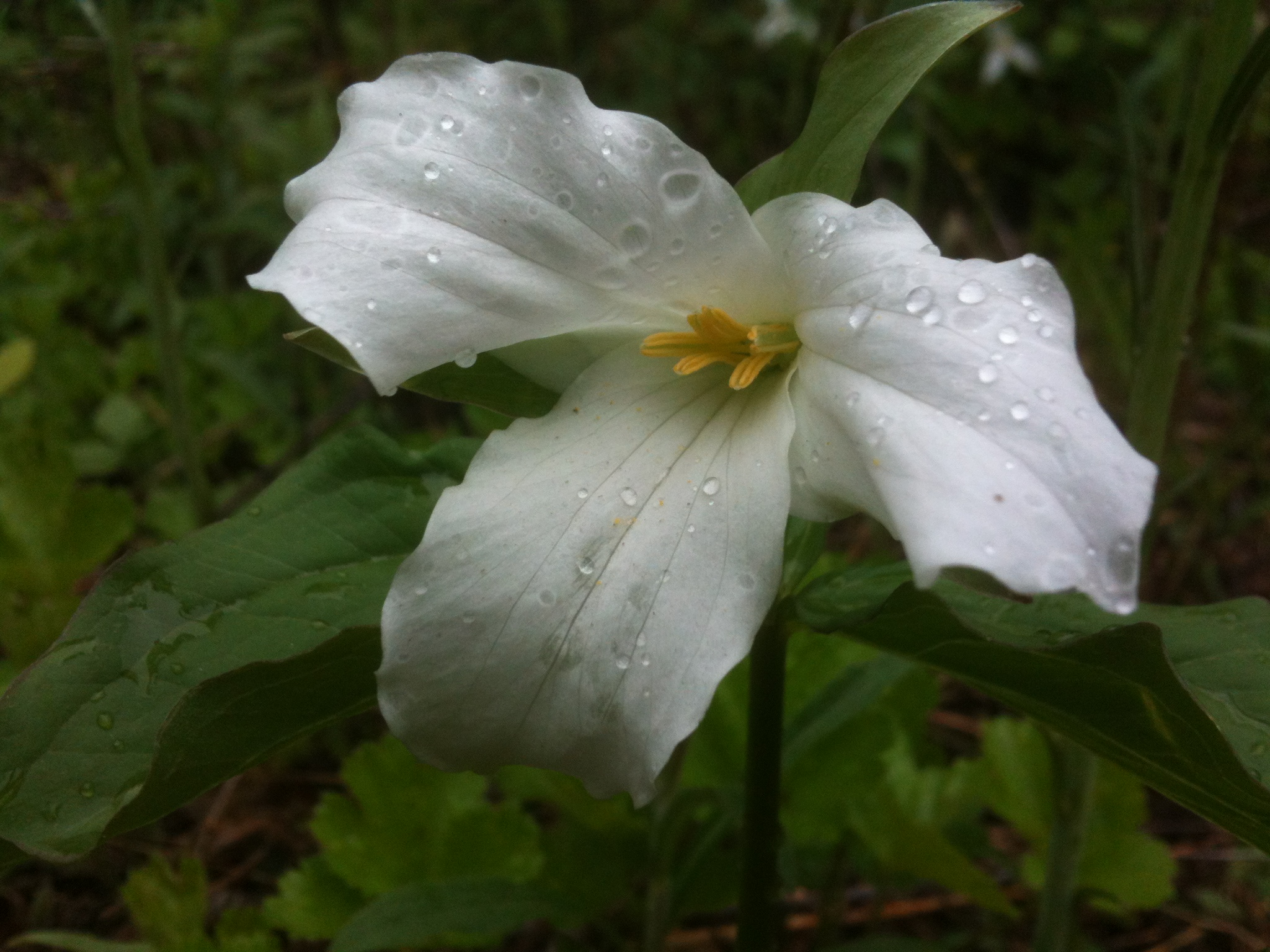
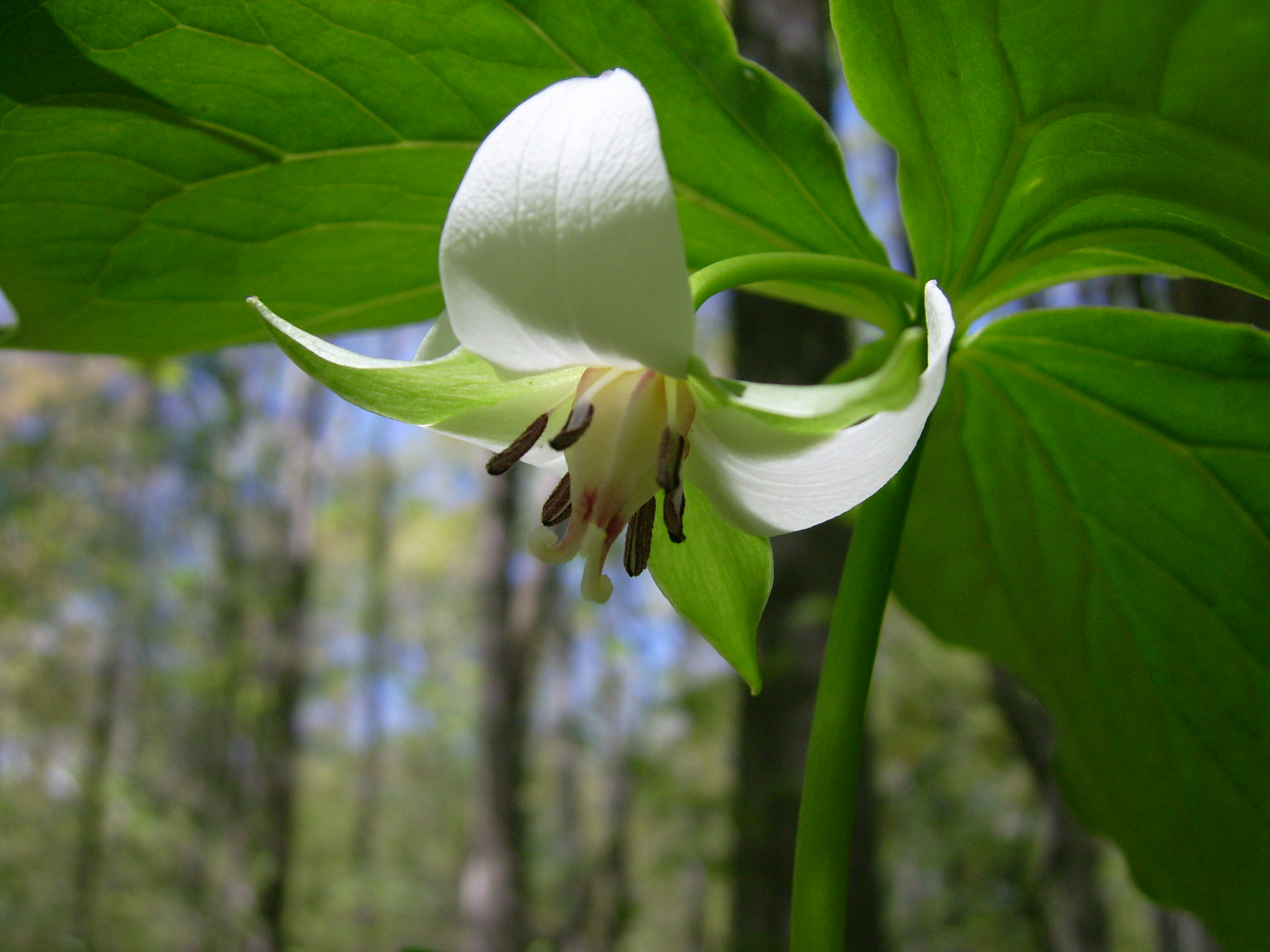
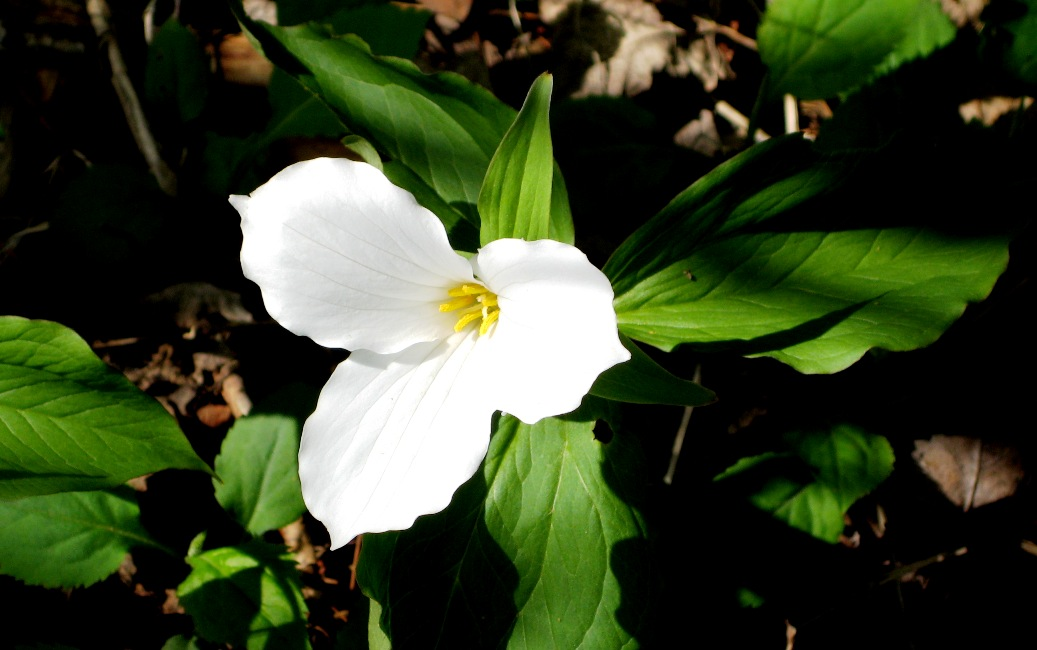
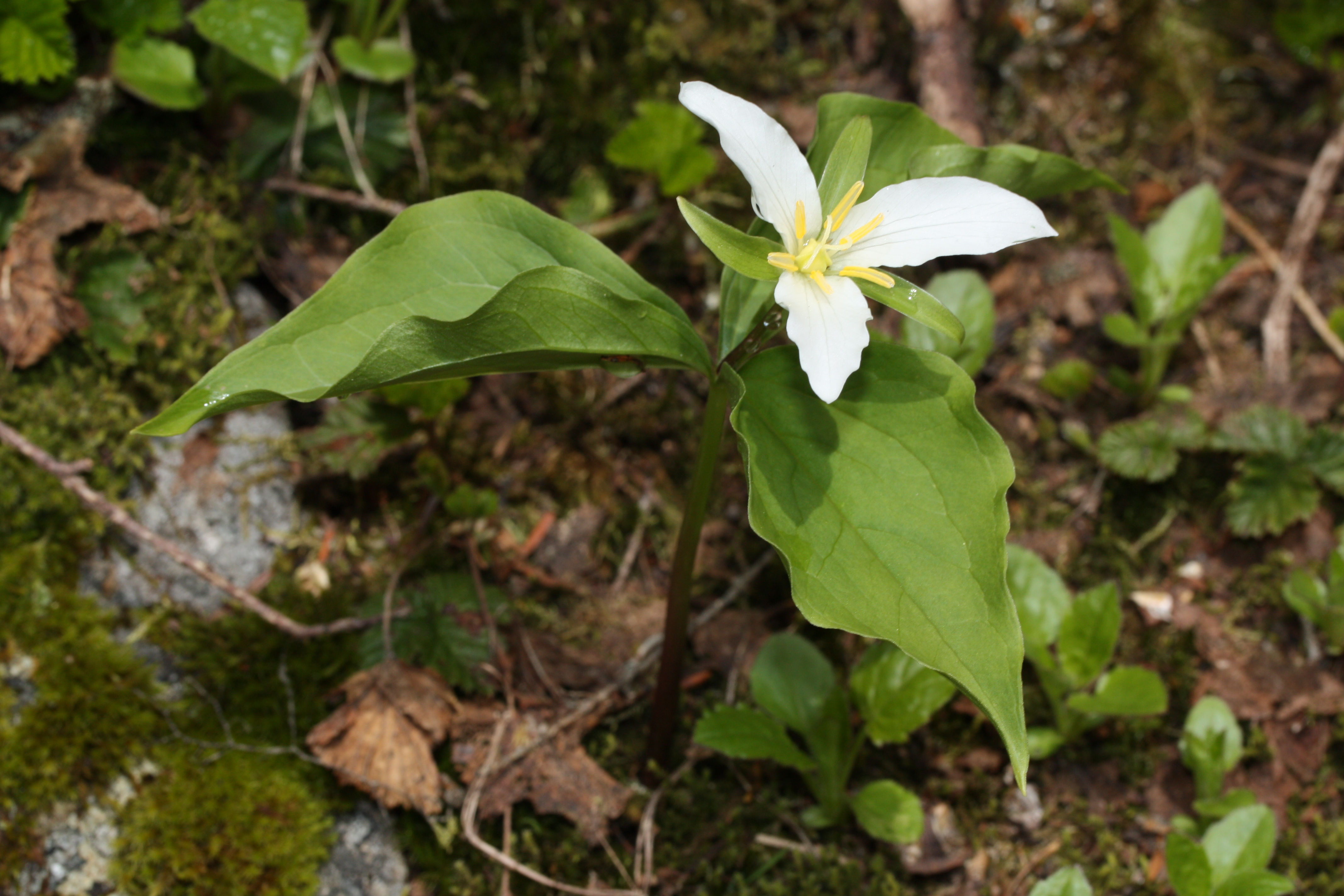
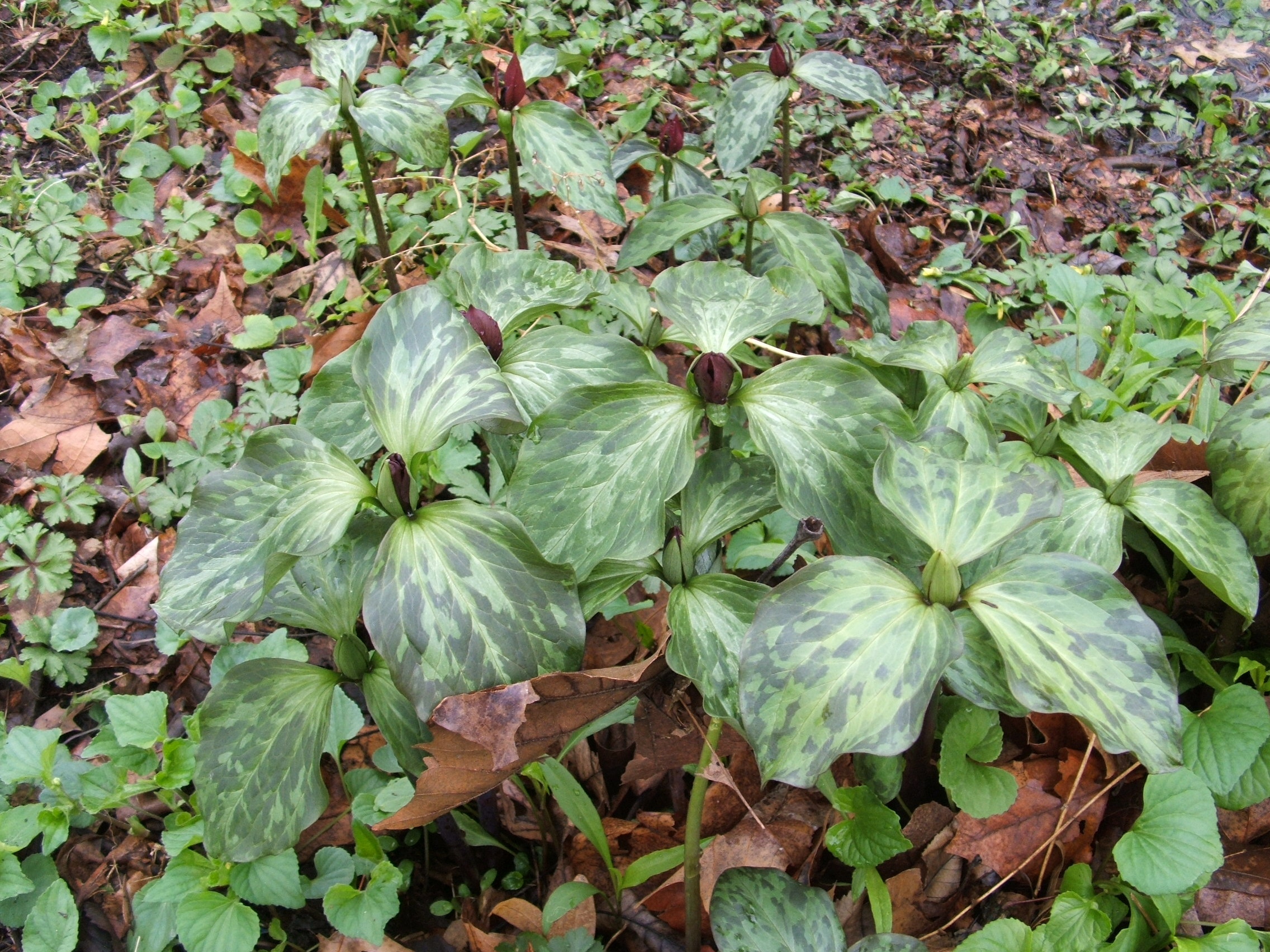
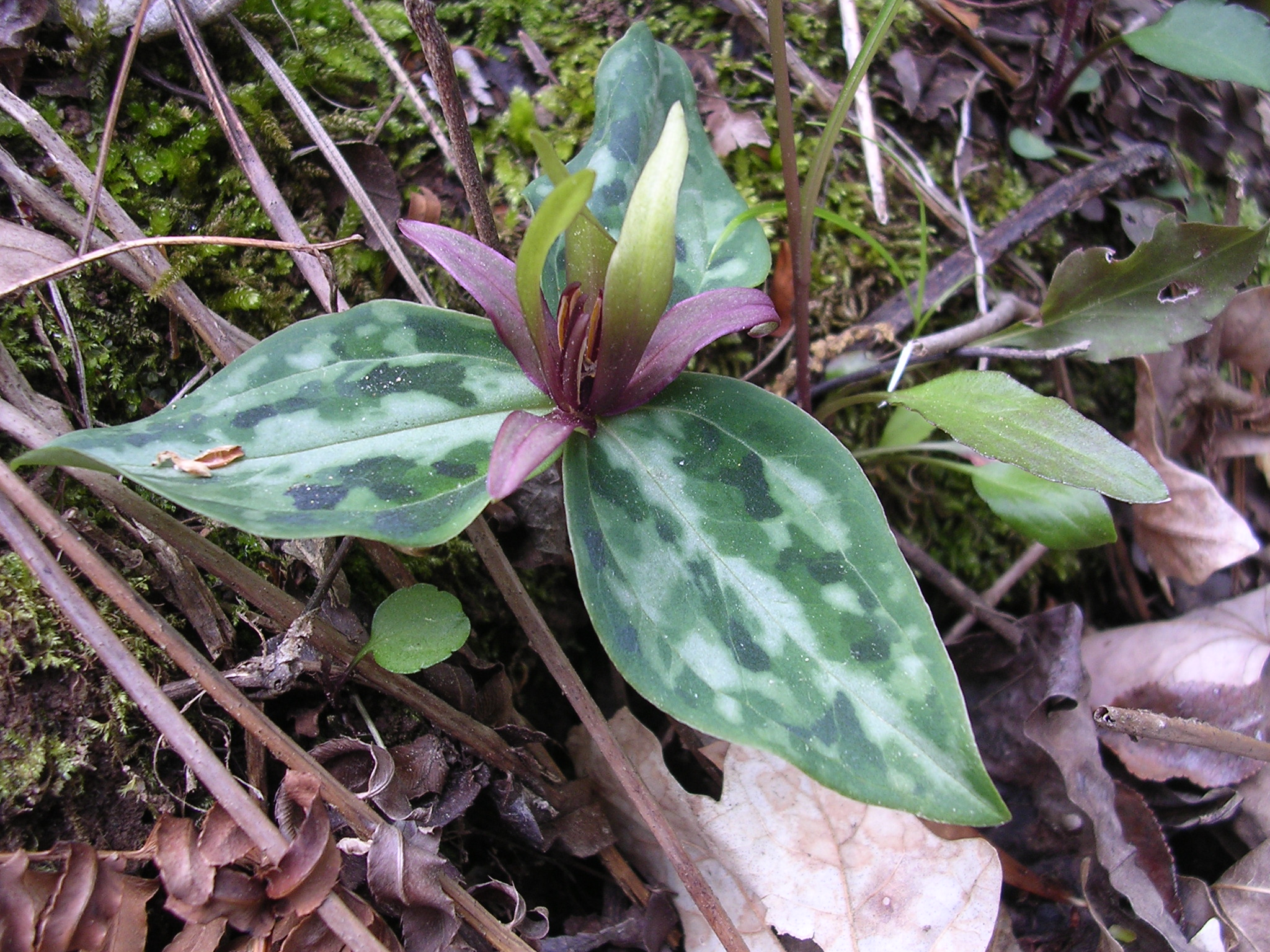

## Dottertaxa till Treblad, i alfabetisk ordning[1]
- Trillium albidum
- Trillium angustipetalum
- Trillium apetalon
- Trillium camschatcense
- Trillium catesbaei
- Trillium cernuum
- Trillium channellii
- Trillium chloropetalum
- Trillium crockerianum
- Trillium cuneatum
- Trillium decipiens
- Trillium decumbens
- Trillium discolor
- Trillium erectum
- Trillium flexipes
- Trillium foetidissimum
- Trillium govanianum
- Trillium gracile
- Trillium grandiflorum
- Trillium hagae
- Trillium komarovii
- Trillium kurabayashii
- Trillium lancifolium
- Trillium ludovicianum
- Trillium luteum
- Trillium maculatum
- Trillium miyabeanum
- Trillium nivale
- Trillium oostingii
- Trillium ovatum
- Trillium parviflorum
- Trillium persistens
- Trillium petiolatum
- Trillium pusillum
- Trillium recurvatum
- Trillium reliquum
- Trillium rugelii
- Trillium sessile
- Trillium simile
- Trillium smallii
- Trillium stamineum
- Trillium sulcatum
- Trillium taiwanense
- Trillium tschonoskii
- Trillium underwoodii
- Trillium undulatum
- Trillium vaseyi
- Trillium viride
- Trillium viridescens
- Trillium yezoense